# Rat der Stadt (DDR)

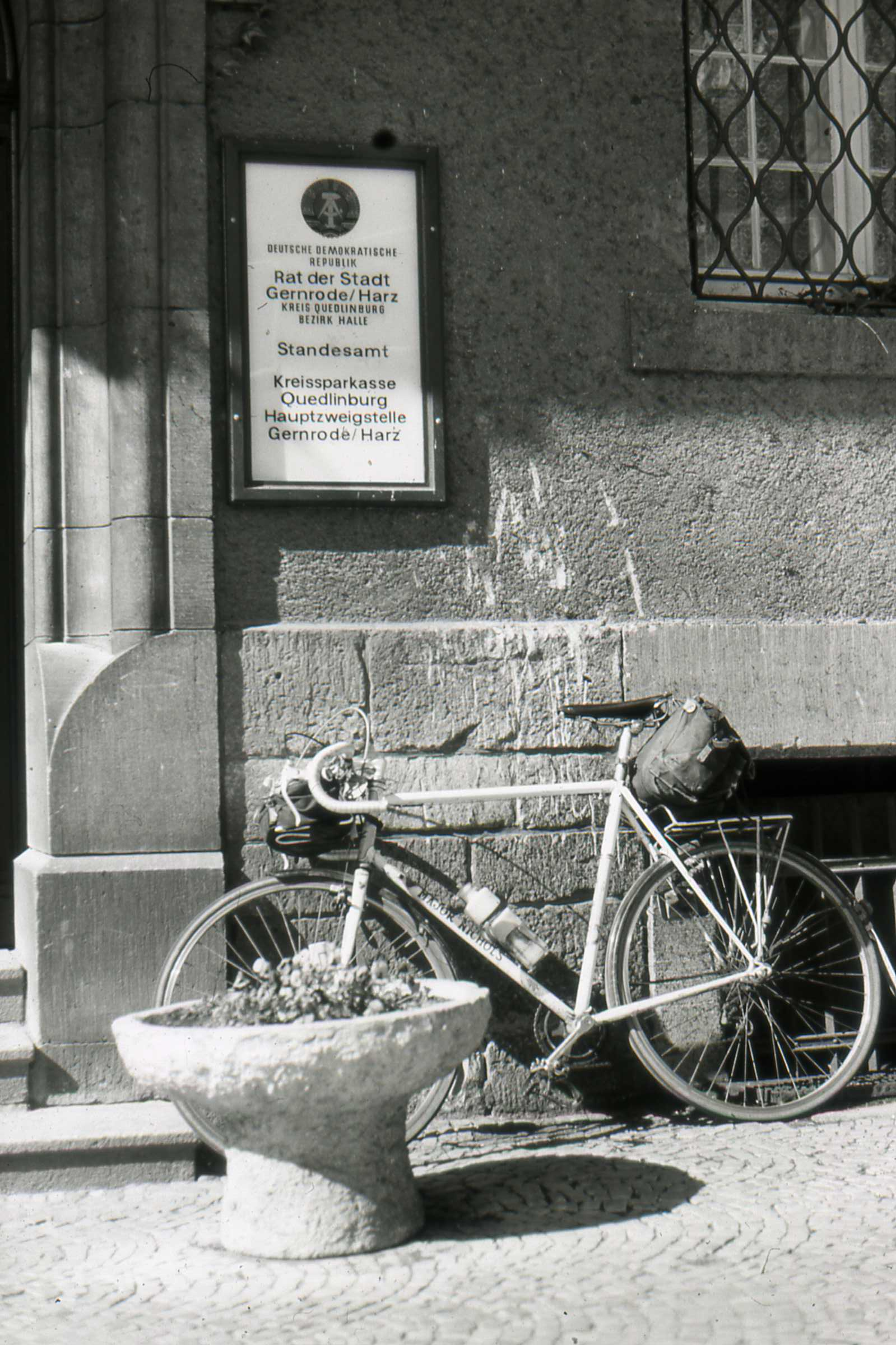
Schild am Eingang zum Rat der Stadt Gernrode/Harz, Kreis Quedlinburg, Bezirk Halle (Mai 1990)

In der DDR bildeten die örtlichen Räte (Rat der Stadt, Rat des Stadtbezirkes, Rat der Gemeinde) die Institutionen der kommunalen öffentlichen Verwaltung mit fachlicher Untergliederung im Sinne des Demokratischen Zentralismus. Als Organe ihrer örtlichen Volksvertretungen (Stadtverordnetenversammlung, Stadtbezirksversammlungen, Gemeindevertretungen) wurden sie von diesen gewählt und waren diesen rechenschaftspflichtig. Im Rahmen des genannten Demokratischen Zentralismus galt zudem das Prinzip der „Doppelten Unterstellung“, weswegen sie auch den Räten der Kreise gegenüber weisungsgebunden waren.
Im Gegensatz zum westdeutschen Sprachgebrauch stellten die Räte also insofern keine kommunalen Volksvertretungen dar, sondern entsprachen der Kommunalverwaltung.

## Arten und Benennungen
Danach gab es – dem Status des zu verwaltenden Ortes entsprechend – Kommunalverwaltungen mit den Namen:
- Rat der Stadt (entspricht heute: Stadtverwaltung, Bürgermeisteramt)
- Rat des Stadtbezirkes (in Großstädten)
- Rat der Gemeinde (heute: Gemeindeverwaltung)

Der Bezeichnung war der jeweilige Ortsname nachgestellt (z. B. Rat der Stadt Meißen, Rat des Stadtbezirkes Erfurt-Mitte oder Rat der Gemeinde Merxleben).
Ein solcher Rat bestand aus einem hauptamtlichen Bürgermeister (bzw. Oberbürgermeister in Stadtkreisen) und – je nach Größe der Stadt oder Gemeinde entweder haupt- oder ehrenamtlich – einem oder mehreren Stellvertretern sowie weiteren Ratsmitgliedern, die dann zugleich Leiter der jeweiligen Fachressorts (z. B. Landwirtschaft, Handel und Versorgung, Kultur, Örtliche Versorgungswirtschaft [ÖVW], Straßenwesen, Wohnungswirtschaft, Bauwesen, Volksbildung usw.) waren.

## Aufgaben und Verantwortlichkeiten
Die Aufgaben und die Arbeitsweise der Räte der Städte und Gemeinden waren zuletzt im Gesetz über die örtlichen Volksvertretungen in der DDR vom 4. Juli 1985, Kapitel II, §§ 9–12; ihre Verantwortlichkeiten im Kapitel VI, §§ 61–79, geregelt. Sie reichten von den territorialen politischen, sozialen und kulturellen Verwaltungsaufgaben über die Haushalts- und Finanzwirtschaft bis hin zu Fragen von Ordnung und Sicherheit.